# شبح‌ماهی زوبینی
شبح‌ماهی زوبینی (نام علمی: Bathylychnops exilis) نام یک گونه از تیره چشم‌بشکه‌ای است.